# Texaco/Havoline 200 1998
Texaco/Havoline 200 1998 var ett race som var den fjortonde deltävlingen i CART World Series 1998. Tävlingen kördes den 16 augusti på Road America vid Elkhart Lake i Wisconsin. Dario Franchitti tog sin första seger i CART. Franchitti hade tidigare haft flera chanser att vinna tävlingar, men den lät vänta på sig till den andra halvan av säsongen. Alex Zanardi tog ännu ett steg mot mästerskapstiteln genom att bli tvåa. Franchittis seger var den första seger för Team KOOL Green i den form stallet tog efter att Jacques Villeneuve lämnat projektet Green/Forsythe efter att de vunnit mästerskapet 1995.

## Slutresultat
| Plats | Förare               | Team                     | Grid | Kvaltid  |
| ----- | -------------------- | ------------------------ | ---- | -------- |
| 1     | Dario Franchitti     | Team KOOL Green          | 6    | 1.40,640 |
| 2     | Alex Zanardi         | Chip Ganassi Racing      | 11   | 1.41,076 |
| 3     | Christian Fittipaldi | Newman/Haas Racing       | 7    | 1.40,675 |
| 4     | Tony Kanaan          | Tasman Motorsports       | 12   | 1.41,178 |
| 5     | Adrián Fernández     | Patrick Racing           | 9    | 1.40,824 |
| 6     | Paul Tracy           | Team KOOL Green          | 17   | 1.41,823 |
| 7     | Mark Blundell        | PacWest Racing           | 15   | 1.41,496 |
| 8     | Bobby Rahal          | Team Rahal               | 3    | 1.40,344 |
| 9     | Jimmy Vasser         | Chip Ganassi Racing      | 14   | 1.41,481 |
| 10    | Arnd Meier           | Davis Racing             | 27   | 1.42,869 |
| 11    | Max Papis            | Arciero-Wells Racing     | 19   | 1.41,964 |
| 12    | Robby Gordon         | All American Racing      | 23   | 1.42,221 |
| 13    | Richie Hearn         | Della Penna Motorsports  | 25   | 1.42,290 |
| 14    | Michel Jourdain Jr.  | Payton/Coyne Racing      | 24   | 1.42,253 |
| 15    | Michael Andretti     | Newman/Haas Racing       | 1    | 1.39,888 |
| 16    | Gil de Ferran        | Walker Racing            | 5    | 1.40,464 |
| 17    | Gualter Salles       | Payton/Coyne Racing      | 20   | 1.41,973 |
| 18    | JJ Lehto             | Hogan Racing             | 18   | 1.41,825 |
| 19    | Maurício Gugelmin    | PacWest Racing           | 21   | 1.41,990 |
| 20    | Scott Pruett         | Patrick Racing           | 4    | 1.40,405 |
| 21    | Greg Moore           | Forsythe Racing          | 8    | 1.40,797 |
| 22    | P.J. Jones           | All American Racing      | 28   | 1.44,065 |
| 23    | Bryan Herta          | Team Rahal               | 2    | 1.40,069 |
| 24    | Alex Barron          | All American Racing      | 26   | 1.42,343 |
| 25    | André Ribeiro        | Marlboro Team Penske     | 13   | 1.41,454 |
| 26    | Hélio Castroneves    | Bettenhausen Motorsports | 22   | 1.42,003 |
| 27    | Al Unser Jr.         | Marlboro Team Penske     | 10   | 1.40,983 |
| 28    | Patrick Carpentier   | Forsythe Racing          | 16   | 1.41,785 |